# 940 Кордула
940 Кордула (940 Kordula) — астероїд головного поясу, відкритий 10 жовтня 1920 року.
Тіссеранів параметр щодо Юпітера — 3,121.